# Mae Nam Noi
Der Mae Nam Noi (Thai: แม่น้ำน้อย, Aussprache: [mɛ̂ː náːm nɔ́ːj]), oder nur Noi, ist ein Fluss in der Zentralregion von Thailand.
Der Mae Nam Noi ist etwa 100 Kilometer lang. Er zweigt etwa 5 km südlich von Chai Nat vom Chao-Phraya-Strom – Thailands größtem Fluss – ab. Während seiner gesamten Länge verläuft der Noi parallel zum Chao Phraya in einer Entfernung von 2 bis 11 km. Er erhält allerdings nur dann Wasser vom Chao Phraya, wenn dieser tiefer als 2,5 Meter ist.
Der Mae Nam Noi fließt durch die zentrale Tiefebene Thailands, wo es aufgrund von mangelndem Gefälle sehr schwierig ist, den Lauf des Flusses zu bestimmen und Nebenarme oder Kanäle zu benennen. Das Land ist kreuz und quer von breiten und schmalen Flüssen, von Bächen und natürlichen und künstlich angelegten Kanälen durchzogen, an dessen Ufern sich die Siedlungen der Reisbauern befinden, denn die Wasserläufe stellten bis vor nicht allzu langer Zeit die einzige Möglichkeit des Transports dar. Im Laufe der letzten Jahrhunderte hat sich der Lauf aller Gewässer im Einflussgebiet des Menam Noi verändert, so dass es unmöglich ist, sie auf historischen Karten auszumachen. Eine weitere Schwierigkeit ergibt sich dabei aus der Tatsache, dass die Thais Teilstücken von Flüssen oder Kanälen eigene Namen zu geben pflegen.
Zwischen Sing Buri und Ang Thong teilt sich der Chao Phraya erneut: dieser Nebenfluss – Kratum Phrong genannt – ist ein tiefer Kanal, durch den ganzjährig Wasser fließt. Nach wenigen Kilometern mündet er in den Mae Nam Noi. Eine weitere Verbindung zwischen dem Maenam Noi und dem Chao Phraya in der Nähe von Ang Thong heißt Khlong Saladaeng. Bei Sena Noi (heute: Bang Sai, Provinz Ayutthaya) vereinigt sich der Mae Nam Noi mit seinen Zuflüssen wieder mit dem Chao Phraya. 